# Michael Börgerding
Michael Börgerding (* 26. September 1960 in Lohne, Niedersachsen; † 12. Januar 2025 in Bremen) war ein deutscher Kulturschaffender, Theaterdramaturg und Generalintendant am Theater Bremen.

## Biografie
Börgerding studierte von 1980 bis 1987 an der Georg-August-Universität Göttingen Germanistik, Soziologie und Philosophie. Anschließend war er von 1987 bis 1989 für verschiedene Produktionsdramaturgien am Jungen Theater Göttingen verantwortlich, bevor er für die folgenden vier Jahre am selben Haus als Dramaturg und Regisseur tätig war. 
1993 wechselte er als Dramaturg an das Schauspielhaus Hannover und nahm im Laufe der Zeit auch Lehraufträge an der Gottfried Wilhelm Leibniz Universität Hannover sowie der Fachhochschule Hannover an. Ab dem Jahr 2000 arbeitete Börgerding in der Funktion des Chefdramaturgen am Thalia Theater in Hamburg. Er war zudem Mitglied in dessen Direktion und erhielt Lehraufträge an der Universität Hamburg. Zum 1. Oktober 2005 wurde er zum ersten Direktor der Theaterakademie Hamburg ernannt, die die Schauspiel- und Regiestudiengänge der Hochschule für Musik und Theater Hamburg (HfMT) unter einem Dach vereint. An der Hochschule bekleidete Börgerding die Position des Dekans des Studiendekanats II (Theaterakademie, Gesang) und war somit Mitglied mit beratender Stimme des erweiterten Präsidiums. 
2010 bestätigte die bremische Kulturstaatsrätin Carmen Emigholz, dass Börgerding ab 2012 die ausgeschriebene Stelle als neuer Intendant des Theaters Bremen antreten werde. Er wurde somit Nachfolger eines Übergangsdirektoriums, das 2010 den vorzeitig zurückgetretenen Hans-Joachim Frey ersetzt hatte. Börgerding betonte, die Nachwuchsarbeit fördern und das Hauptaugenmerk am Vierspartenhaus auf das Schauspiel legen zu wollen. Er setzte auf zeitgenössisches Theater. Börgerding, der auch Artikel in renommierten Fachzeitschriften wie beispielsweise Die Deutsche Bühne, Theater heute und Theater der Zeit veröffentlichte, lebte in Bremen.
Im Januar 2025 starb Börgerding im Alter von 64 Jahren nach kurzer und schwerer Krankheit. Er wurde posthum mit der Senatsmedaille für Kunst und Wissenschaft der Freien Hansestadt Bremen ausgezeichnet, sowie zum Ehrenmitglied des Theater Bremen ernannt.